# Rue Augustin-Hacquard
La rue Augustin-Hacquard est une voie située au sein de la commune française de Nancy, dans le département de Meurthe-et-Moselle, en région Lorraine Grand Est.

## Situation et accès
La rue Augustin-Hacquard est placée au sein du nouveau quartier Beauregard - Boufflers - Buthegnémont - Boudonville.
Elle part des rues de Montreville et Joseph Mougin pour rejoindre la rue de la Croix-Gagnée avec laquelle elle forme une voie à sens unique en passant devant le calvaire de la Croix-Gagnée.

## Origine du nom
Elle porte le nom du missionnaire et explorateur français Augustin Hacquard (1860-1901). Père Blanc, au Sahara, au Soudan et au Mali où il meurt. Il est le premier évêque de Tombouctou. Il se noya dans le fleuve Niger en voulant sauver un jeune noir.

## Historique
Ancien chemin menant à la Croix-Gagnée sur le coteau boisé du val de Boudonville, cette rue est dénommée pour la première fois en 1934.

## Bâtiments remarquables et lieux de mémoire
- no 6 : Maison de Jean Prouvé, bâtisse objet d’un classement au titre des monuments historiques depuis 1987[2].